# 니컬라 그리피스
니컬라 그리피스(Nicola Griffith, 1960년 9월 30일~ )는 영국의 과학 소설 저자이자 수필가이다. 그리피스는 영국의 요크셔에서 태어났으며 미시간 주립 대학교의 클라리온 과학 소설 작문 워크숍의 동문이 되었으며 네뷸러상, 제임스 팁트리 주니어 상, 세계 판타지 상, 6개의 람다 문학상을 받았다. 그녀는 2009년에 앨리스 B. 상(Alice B. Award)을 받기도 하였다.

## 생애
니컬라 그리피스는 영국 요크셔에서 여섯 자매 가운데 넷째로 태어났다. 그 가운데 가장 어린 여동생 헬레나는 1988년에 오스트레일리아에서 경찰의 추격 도중 죽었고 그리피스의 여동생 가운데 한 명인 캐럴린은 2001년에 죽었다. 그리피스는 인터뷰에서 동생들의 죽음에 대한 슬픔과 분노가 소설을 쓰는 데에 큰 역할을 담당하였다고 언급하였다. 1993년 3월에 그녀는 다발성 경화증이라는 진단을 받았다.
그리피스는 그녀의 파트너이자 작가인 켈리와 미국 시애틀에서 함께 살고 있다.